# Skovvang Stadion
Skovvang Stadion er et atletikstadion, som benyttes af Blovstrød Løverne. Det blev tidligere brugt til fodbold som hjemmebane for Allerød Fodbold Klub, som nu er flyttet til Allerød Idrætspark.